# 저임금
저임금(低賃金)은 중위소득의 3분의 2미만(OECD기준), 평균임금의 60%보다 아래인 임금(유럽연합의 빈곤기준선)을 뜻한다.

## 같이 보기
- 생활임금